# Betânia do Piauí
Betânia do Piauí este un oraș în Piauí (PI), Brazilia.